# Akarawin Sawasdee
Akarawin Sawassdee (Thai; อัครวิน สวัสดี, sinh ngày 26 tháng 9 năm 1990), còn được biết với tên đơn giản New (tiếng Thái: นิว), là một cầu thủ bóng đá người Thái Lan thi đấu ở vị trí tiền vệ tấn công cho câu lạc bộ Giải bóng đá Ngoại hạng Thái Lan Chiangmai United. Anh đoạt danh hiệu cầu thủ ghi nhiều bàn thắng nhất và tiền đạo xuất sắc nhất ở Thai Division 2 League Central & Eastern Region 2011 với Cha Choeng Sao.

## Danh hiệu

### Câu lạc bộ
Chiangrai United
- Cúp Hiệp hội Bóng đá Thái Lan (1): 2017
- Thailand Champions Cup (1): 2018

### Cá nhân
- Regional League Eastern Division
  - Vua phá lưới (1): 2011